# 이글루

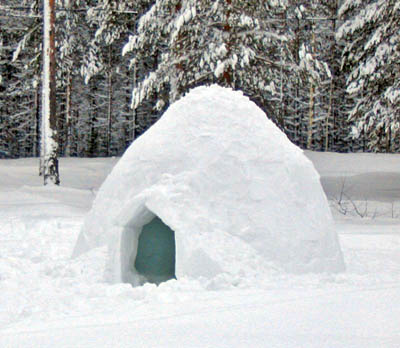
이글루.

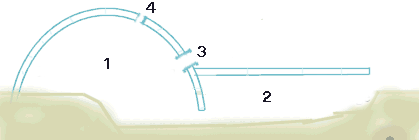
옆에서 본 단면도.
1. 주거용
2. 통로 및 저장고
3. 창문
4. 환기 구멍

이글루(Igloo, 이누크티투트어: ᐃᒡᓗ iglu, ‘집’)는 에스키모들이 눈으로 만든 블록이나 얼음을 쌓아서 만든 집이다. 눈 집(snow house)으로 불리기도 한다. 1년의 거의 대부분이 눈과 얼음으로 덮인 툰드라 지방에서 생활하는 이누이트들의 지혜가 묻어나오는 훌륭한 집이다. 북극에서 눈이나 얼음이 충분하다면 어디에서든 만들 수 있어서 추운 북극 생활도 견딜 수 있게 도와준다.
눈이 사용되는 이유는 그 안에 갇힌 공기주머니가 단열재 역할을 하기 때문이다. 외부 온도는 −45°C(−49°F)까지 낮을 수 있지만 내부 온도는 체온만으로 따뜻해지면 −7 ~ 16°C(19 ~ 61°F) 범위일 수 있다.

## 만드는 법

이글루를 만드는 법

얼음을 잘라내 쌓고 이글루 안에 불을 피워 녹이고 불을 꺼 얼린다.
얼음과 눈덩이로 둥글게 만든다. 단단해진 눈을 벽돌 모양으로 잘라 꼭대기로 갈수록 점점 작아지는 돔 모양이 되게 나선형으로 쌓아 만든다. 또 꼭대기에 구멍을 만들어 안의 공기를 신선하게 유지하며, 입구는 터널 모양으로 만들어 찬 공기가 들어오는 것을 막는다.

## 따뜻한 이유
이글루 안에 물을 뿌리면 그 물이 응고하면서 열에너지가 방출해 이글루 내부의 온도가 올라간다

## 구조
내부 구조는, 주거용・대기실・식료품 등의 저장고 창고 등으로 나뉜다. 주거용에는 바다표범 등 몇 장의 동물 가죽 등을 깔기도 하거나, 불을 이용해서 취사하기도 한다. 창문이나 환기 구멍도 있다.

## 같이 보기
- 토속건축
- 가마쿠라 (축제)